# Пекельний каньйон, США
Пекельний каньйон (англ. Hells Canyon) — це каньйон завширшки 16 км, знаходиться на заході США, уздовж кордону східної частини штату Орегон, східної частини штату Вашингтон та західної частини штату Айдахо. Це найглибший річковий каньйон Північної Америки (2436 м). Через каньйон протікає річка Снейк. Територія каньйону сягає 214 000 акрів, більша частина якої недоступна для проїзду автомобільним транспортом.

## Створення
Геологічна історія скель Пекельного каньйону почалася 300 мільйонів років тому, коли вулканічні дуги з’явилися з-під вод Тихого океану. Протягом мільйонів років вулкани опускалися, а на підводних платформах утворювався вапняк. Впадини між платформами заповнювалися осадовими гірськими породами. Океанська плита, з розташованими на ній вулканами, зіткнулася з Північноамериканським континентом і стала його частиною. Настав період вулканічної активності і значна частина території була покрита розливами базальтової лави, яка згладила рельєф у високе плато. Річка Снейк почала формувати Пекельний каньйон з плато близько 6 мільйонів років тому. Значні події у формуванні каньйону відбулися 15 000 років тому під час потужної Бонневільської повені. Каньйон містить густі ліси, мальовничі краєвиди та гірські вершини, а дно каньйону це сухе пустельне середовище.

## Мешканці
Найдавнішими відомими жителями Пекельного каньйону було плем'я індіанців Не-персе. Також тут можна було зустріти індіанців з індіанської резервації Форт-Хол, плем’я каюсів. На стінах каньйону вигравіювані піктограми та петрогліфи.
У 1806 році троє членів експедиції Льюїса і Кларка увійшли на територію Пекельного каньйону вздовж річки Салмон. Вони повернули назад, не побачивши глибоких частин каньйону. В 1811 році експедиція Вілсона Прайс Ханта досліджувала Пекельний каньйон у пошуках найкоротшого шляху до річки Колумбія. Але ця спроба зазнала невдачі через недоступність каньйону.
У 1860-х роках у річкових мілинах було виявлено золото і до Пекельного каньйону почали прибувати шахтарі. Але видобуток породи виявився неприбутковим. У 1880-х роках були спроби займатися на території каньйону сільським господарством та скотарством, але вже згодом більшість фермерів відмовилися від цього.
У травні 1887 року тридцять чотири китайські золотошукачі потрапили в засідку і були вбиті в Пекельному каньйоні групою білих чоловіків. За цей злочин ніхто не був покараний.

## Перекриття річки Снейк

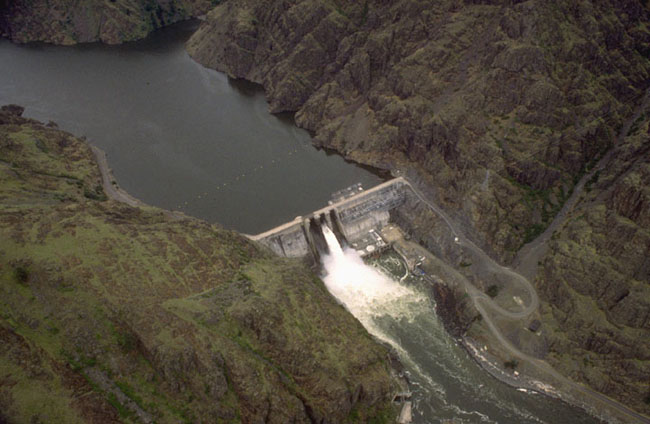
Гребля Пекельного каньйону

Після зведення великих гідроелектростанцій на річці Колумбія в 1930-1950-х роках, енергетична компанія «Idaho Power» отримала дозвіл на будівництво комплексу з трьома греблями в Пекельному каньйоні. Комплекс забезпечує близько 70 відсотків гідроенергії штату Айдахо, але блокує міграцію лосося та інших видів риб. В 1975 році завершено будівництво двох додаткових дамб. Наприкінці цього ж року президент Джеральд Форд підписав закон про створення національної зони відпочинку в Пекельному каньйоні.

## Відпочинок
В Пекельному каньйоні є багато розваг: рибалка, екскурсії на водному човні, полювання на диких тварин, піші прогулянки, кемпінг, рафтинг і каякінг.

## Доступ
До річки Снейк ведуть три шляхи, вони розташовані між греблею Пекельного каньйону та кордоном штатів Орегон-Вашингтон. Але доріг, які перетинають Пекельний каньйон немає. Облаштовані оглядові майданчики.

## Примітка
1. ↑  Hells Canyon Overview. web.archive.org. 6 грудня 2010. Архів оригіналу за 6 грудня 2010. Процитовано 18 червня 2022.
2. ↑  To Hell and Back Across North America’s Deepest Canyon. Adventure (англ.). 15 лютого 2013. Процитовано 18 червня 2022.
3. ↑  Geology of Hells Canyon. web.archive.org. 15 березня 2011. Архів оригіналу за 15 березня 2011. Процитовано 18 червня 2022.
4. ↑  Center for the Study of the Pacific Northwest. www.washington.edu. Процитовано 18 червня 2022.
5. ↑  Hells Canyon. www.nwcouncil.org. Процитовано 18 червня 2022.
6. ↑  Power project plans revived. news.google.com. Процитовано 18 червня 2022.
7. ↑  Dams are in plans along Middle Snake. news.google.com. Процитовано 18 червня 2022.
8. ↑  Ford signs NRA bill.
9. ↑  Ford signs canyon bill.
10. ↑  Hells Canyon Outfitters | Riggins, ID 83549. www.hellscanyonoutfitters.com. Процитовано 18 червня 2022.
11. ↑  Hells Canyon - Idaho Scenic Byways. web.archive.org. 18 липня 2011. Архів оригіналу за 18 липня 2011. Процитовано 18 червня 2022.